# العلاقات الكولومبية الكيريباتية
العلاقات الكولومبية الكيريباتية هي العلاقات الثنائية التي تجمع بين كولومبيا وكيريباتي.

## مقارنة بين البلدين
هذه مقارنة عامة ومرجعية للدولتين:
| وجه المقارنة                                              | كولومبيا        | كيريباتي                        |
| --------------------------------------------------------- | --------------- | ------------------------------- |
| المساحة (كم2)                                             | 1.14 مليون      | 811                             |
| عدد السكان (نسمة)                                         | 49.07 مليون     | 116.40 ألف                      |
| الكثافة السكانية (ن./كم²)                                 | 43.04           | 14.35 ألف                       |
| العاصمة                                                   | بوغوتا          | جنوب تاراوا                     |
| اللغة الرسمية                                             | اللغة الإسبانية | لغة إنجليزية، اللغة الكيريباتية |
| العملة                                                    | بيزو كولومبي    | دولار كريباتي، دولار أسترالي    |
| الناتج المحلي الإجمالي (بليون دولار)                      | 309.19 مليار    | 196.15 مليون                    |
| الناتج المحلي الإجمالي (تعادل القوة الشرائية) بليون دولار | 724.96 مليار    | 224.26 مليون                    |
| الناتج المحلي الإجمالي الاسمي للفرد دولار أمريكي          | 7.60 ألف        | 1.42 ألف                        |
| الناتج المحلي الإجمالي للفرد دولار أمريكي                 | 13.36 ألف       | 1.81 ألف                        |
| مؤشر التنمية البشرية                                      | 0.720           | 0.590                           |
| رمز المكالمات الدولي                                      | +57             | +686                            |
| رمز الإنترنت                                              | .co             | .ki                             |
| المنطقة الزمنية                                           | 00              |                                 |

## منظمات دولية مشتركة
يشترك البلدان في عضوية مجموعة من المنظمات الدولية، منها:
| علم المنظمة | اسم المنظمة                   | تاريخ انضمام كولومبيا | تاريخ انضمام كيريباتي |
| ----------- | ----------------------------- | --------------------- | --------------------- |
|             | منظمة حظر الأسلحة الكيميائية  | ?                     | ?                     |
|             | البنك الدولي للإنشاء والتعمير | 24 ديسمبر 1946        | 29 سبتمبر 1986        |
|             | الأمم المتحدة                 | 5 نوفمبر 1945         | 14 سبتمبر 1999        |
|             | يونسكو                        | 31 أكتوبر 1947        | 24 أكتوبر 1989        |
|             | مؤسسة التنمية الدولية         | 16 يونيو 1961         | 2 أكتوبر 1986         |
|             | مؤسسة التمويل الدولية         | 20 يوليو 1956         | 2 أكتوبر 1986         |
|             | الاتحاد البريدي العالمي       | ?                     | ?                     |
|             | الاتحاد الدولي للاتصالات      | 25 أغسطس 1914         | 3 نوفمبر 1986         |